# Świętokrzyski Rajd Samochodowy 1962
5. Świętokrzyski Rajd Samochodowy – 5. edycja Świętokrzyskiego Rajdu Samochodowego. Był to rajd samochodowy rozgrywany od 30 czerwca do 1 lipca 1962 roku o współczynniku 4. Była to czwarta runda Rajdowych Samochodowych Mistrzostw Polski w roku 1962. Rajd został rozegrany na nawierzchni asfaltowej. Zwycięzcą został Sobiesław Zasada..

## Wyniki końcowe rajdu[1][2]
| Miejsce | Kierowca         | Pilot | Samochód   | Klasa |
| ------- | ---------------- | ----- | ---------- | ----- |
| 1       | Sobiesław Zasada |       | Fiat 600 D | 3     |